# Heart-Shaped Box
Heart-Shaped Box ist ein Lied der US-amerikanischen Rockband Nirvana. Es erschien am 30. August 1993 und war die erste Singleauskopplung aus ihrem dritten Studioalbum In Utero, das im September 1993 veröffentlicht wurde. Heart-Shaped Box gehört zu den bekanntesten, vielfach – auch von Jazzpianisten wie Brad Mehldau oder Yaron Herman – gecoverten Nirvana-Songs.

## Hintergrund
Heart-Shaped Box wurde zwischen Winter 1992 und Frühjahr 1993 von Kurt Cobain geschrieben. Cobains Witwe, Courtney Love, zufolge habe Cobain den Song geschrieben, als er sich in einem großen Schrank im Schlafzimmer des Paares eingeschlossen hatte. „We had this huge closet“ (Wir hatten diesen großen Schrank), erklärte sie in einem Interview mit dem Rolling Stone 1994, „and I heard him working on Heart-Shaped Box. He wrote the Song in about five minutes“ (und Ich hörte ihn an Heart-Shaped Box arbeiten. Er schrieb den ganzen Song in ungefähr fünf Minuten.).
Heart-Shaped Box wurde zuerst am 16. Januar 1993 in Sao Paulo (Brasilien) live aufgeführt. Die erste Studioversion wurde ebenfalls im Januar 1993 von Craig Montgomery in Rio de Janeiro aufgenommen. Diese erste Version des Liedes erschien auf den beiden Boxsets der Band With the Lights Out und Sliver: the Best of the Box. Jedoch wurden diese Best-of-Alben nach Kurt Cobains Tod veröffentlicht. Die In Utero-Version wurde schließlich im Februar 1993 von Steve Albini in Cannon Falls (Minnesota) aufgenommen.
Eine Notiz in Cobains Tagebüchern deutet darauf hin, dass die Textzeile „I’ve been drawn into your magnet tar pit trap“ schon in einer frühen Version des Outtakes Verse Chorus Verse aus dem Herbst 1990 enthalten war.

## Inhalt
In vielerlei Hinsicht beschreibt der Song Heart-Shaped Box die Faszination Cobains für den weiblichen Körper. In den ungenutzten Begleittexten zu In Utero, die später in Cobains Tagebüchern veröffentlicht wurden, schreibt Cobain, dass der Song von Camille’s vaginal flower theory der US-amerikanischen Gesellschaftskritikerin Camille Paglia inspiriert war.
Auch Cobains Beziehung zu Courtney Love könnte eine Inspiration für den Song gewesen sein. Laut der Cobain-Biografie Heavier than Heaven sandte Love Cobain eine herzförmige Schachtel (Heart-Shaped Box) zu, während er auf Tour war. Nach der Hochzeit des Paares 1992 übernahm Cobain Loves Hobby und so standen bald auf jedem Regal in einem der vielen Häuser des Paares mehrere herzförmige Schachteln. Die originale Heart-Shaped Box soll nach Cobains Selbstmord 1994 wieder in Loves Besitz übergegangen sein, eine Haarsträhne Cobains und dessen Abschiedsbrief enthaltend.
Der Text zu Heart-Shaped Box könnte auch eine politische Dimension in sich tragen. Laut dem Bassisten der Band Krist Novoselić war die Zeile „Broken hymen of your highness“ ein direkter Angriff Cobains auf die US-amerikanischen Zensurgesetze.
„In that song, the word hymen is used as a metaphor (Im Lied wird das Wort hymen [Jungfernhäutchen] als Metapher gebraucht),“ erklärte Novoselić dem Magazin musican 1995, „In the context of these censorship bills, if you were to discuss the ‚Broken hymen of your highness,‘ as a normal, natural part of the female anatomy with a teenager, you would technically be breaking the law (Im Zusammenhang mit diesen Zensurgesetzen würde man das Recht brechen, wenn man die Zeile ‚Broken hymen of your highness,‘ als normalen, natürlichen Teil der weiblichen Anatomie mit einem Teenager diskutieren würde).“

## Musikvideo
Das Video zu Heart-Shaped Box wurde von dem niederländischen Regisseur Anton Corbijn gedreht. Es zeigt eine Reihe von Bildern, die verschiedene Handlungsstränge beschreiben: einen alten, mageren Mann mit Nikolausmütze, der auf ein von Krähen besetztes Kreuz steigt und ein Mädchen, in einer Ku-Klux-Klan-Robe, das versucht, Föten von einem Baum zu pflücken. Außerdem zeigt es noch eine Frau, die über ein Mohnfeld rennt und dabei so gekleidet ist, wie die anatomische Darstellung einer Frau auf dem Cover von In Utero. Daraufhin sieht man die Band in einem Kinderzimmer mit Herzfenster, in dem Mohnfeld und am Krankenbett des alten, mageren Mannes spielen.
Nach Charles Crosses Biographie Heavier than Heaven wurde das kleine Ku-Klux-Klan-Mädchen im Video angeblich von Kurt Cobains Halbschwester Brianne O’Conner gespielt. Das Klan-Mädchen war wohl ein Teil von Cobains ursprünglichem Plan für Lithium. Dies sollte ursprünglich ein Cartoon über ein Klan-Mädchen namens Prego sein, das beginnt, den Rassismus seiner Umgebung anzuzweifeln. Im Video wird der weiße Hut des Mädchens in eine Pfütze voller Tinte geweht und ihre komplette Robe zieht sich daraufhin mit Tinte voll. In seiner Autobiografie Der Storyteller, die im November 2021 erstmals auf Deutsch im Ullstein Verlag erschien, schreibt dagegen Dave Grohl, dass das blonde Mädchen Kelsey heiße und mittlerweile als Modeberaterin arbeite. Als Grohl bei der Oscarverleihung 2016 den Beatles-Song Blackbird auf der Bühne spielte, half ihm Kelsey Rohr dabei, sich für diesen Anlass angemessen einzukleiden. Bei dieser Gelegenheit hätten sich Grohl und Rohr nach 23 Jahren zufällig wiedergetroffen.
Das Video gewann bei den MTV Video Music Awards 1994 die Preise in den Kategorien „Best Alternative Video“ sowie „Best Art Direction in a Video“ und war in den Kategorien „Video of the Year“, „Best Cinematography in a Video“ und „Viewer’s Choice“ nominiert.
Das Video ist aber sichtlich geprägt von Cobains Vorstellung und seinem Verhältnis zum christlichen Glauben. Es parodiert in klarer Weise die Kreuzigung Jesu mit einem dünnen Mann mit Weihnachtsmütze. Dies wurde auch in dem Song „Jesus Doesn't Want Me for a Sunbeam“ sichtbar. Cobain war kein Freund christlichen Glaubens.

## Titelliste der Single
1. Heart-Shaped Box [LP Version] (Cobain) – 4:41
2. Milk It [LP Version] (Cobain) – 3:54
3. Marigold (Grohl) – 2:34

## Kommerzieller Erfolg

### Chartplatzierungen
Heart-Shaped Box erreichte in verschiedenen Ländern Chartplatzierungen in den Top 100, darunter Platz 5 im Vereinigten Königreich. In Neuseeland belegte das Lied Rang 9, in Schweden Position 16, in Australien Platz 21 und in Frankreich Rang 37. In Deutschland konnte sich die Single dagegen nicht in den Charts platzieren.

### Auszeichnungen für Musikverkäufe
Heart-Shaped Box wurde im Jahr 2024 für über 600.000 verkaufte Einheiten im Vereinigten Königreich mit einer Platin-Schallplatte ausgezeichnet.
| Land/Region                  | Auszeichnungen für Musikverkäufe (Land/Region, Auszeichnung, Verkäufe) | Verkäufe  |
| ---------------------------- | ---------------------------------------------------------------------- | --------- |
| Australien (ARIA)            | 3× Platin                                                              | 210.000   |
| Brasilien (PMB)              | Gold                                                                   | 30.000    |
| Dänemark (IFPI)              | Gold                                                                   | 45.000    |
| Italien (FIMI)               | Gold                                                                   | 50.000    |
| Neuseeland (RMNZ)            | 2× Platin                                                              | 60.000    |
| Spanien (Promusicae)         | Gold                                                                   | 30.000    |
| Vereinigte Staaten (RIAA)    | 3× Platin                                                              | 3.000.000 |
| Vereinigtes Königreich (BPI) | Platin                                                                 | 600.000   |
| Insgesamt                    | 4× Gold · 9× Platin ·                                                  | 4.025.000 |

Hauptartikel: Nirvana (US-amerikanische Band)/Auszeichnungen für Musikverkäufe

## Trivia
- Das Video wurde aus einer Skizze Cobains gemacht, die er nach einem Traum gezeichnet hatte.
- Alle Charaktere wurden von Cobain entwickelt, außer der Frau vom Cover des Albums In Utero, welches von Regisseur Anton Corbijn entwickelt wurde. Ihre Szenen wurden aufgenommen, während die Band nicht im Studio war.
- Um den Technicolor-Look zu simulieren, wurde das ganze Video erst in Farbe aufgenommen dann in schwarz-weiß kopiert und von Hand Bild für Bild wieder angemalt.
- Das Video gewann auch den MTV Video Music Award für „Best Alternative Video“. Zum dritten Mal nacheinander gewann Nirvana diesen Award nach Smells Like Teen Spirit und In Bloom.
- Heart-Shaped Box war das letzte Lied des letzten Konzerts der Band (im Flughafen München-Riem: Terminal 1) vor Cobains Tod
- Heart-Shaped Box war zudem das letzte Musikvideo von Nirvana, bis die Band sich schließlich 1994 auflöste.
- Das Lied ist auch im populären Videospiel Guitar Hero II für PlayStation 2 und Xbox 360 enthalten.
- Der erste Roman des Schriftstellers Joe Hill, dem Sohn von Stephen King, trägt in seiner englischen Originalfassung den Titel Heart-Shaped Box und wurde mit mehreren Preisen ausgezeichnet.